# Anchoa
Anchoa är ett släkte av fiskar. Anchoa ingår i familjen Engraulidae.

## Bildgalleri

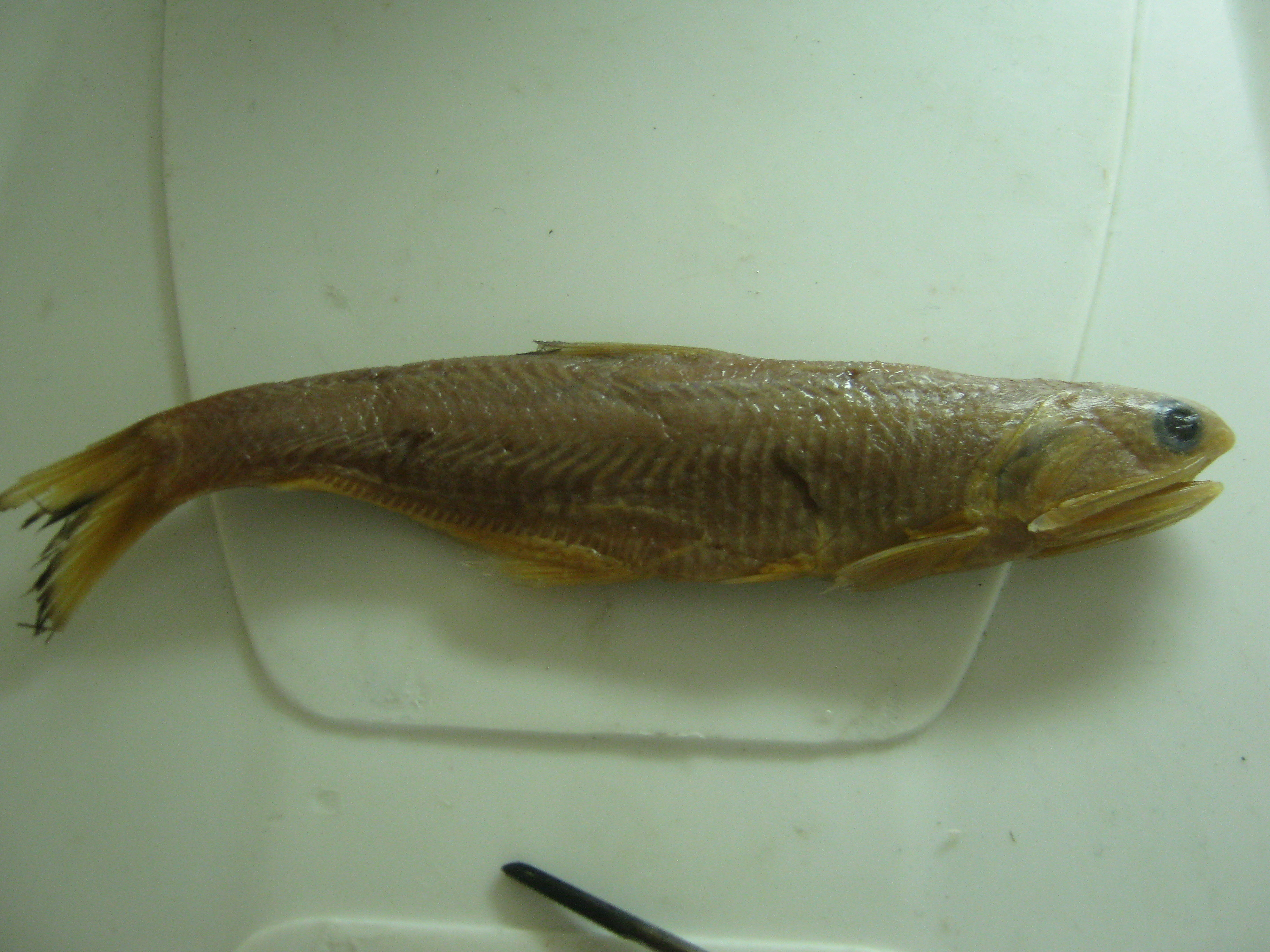
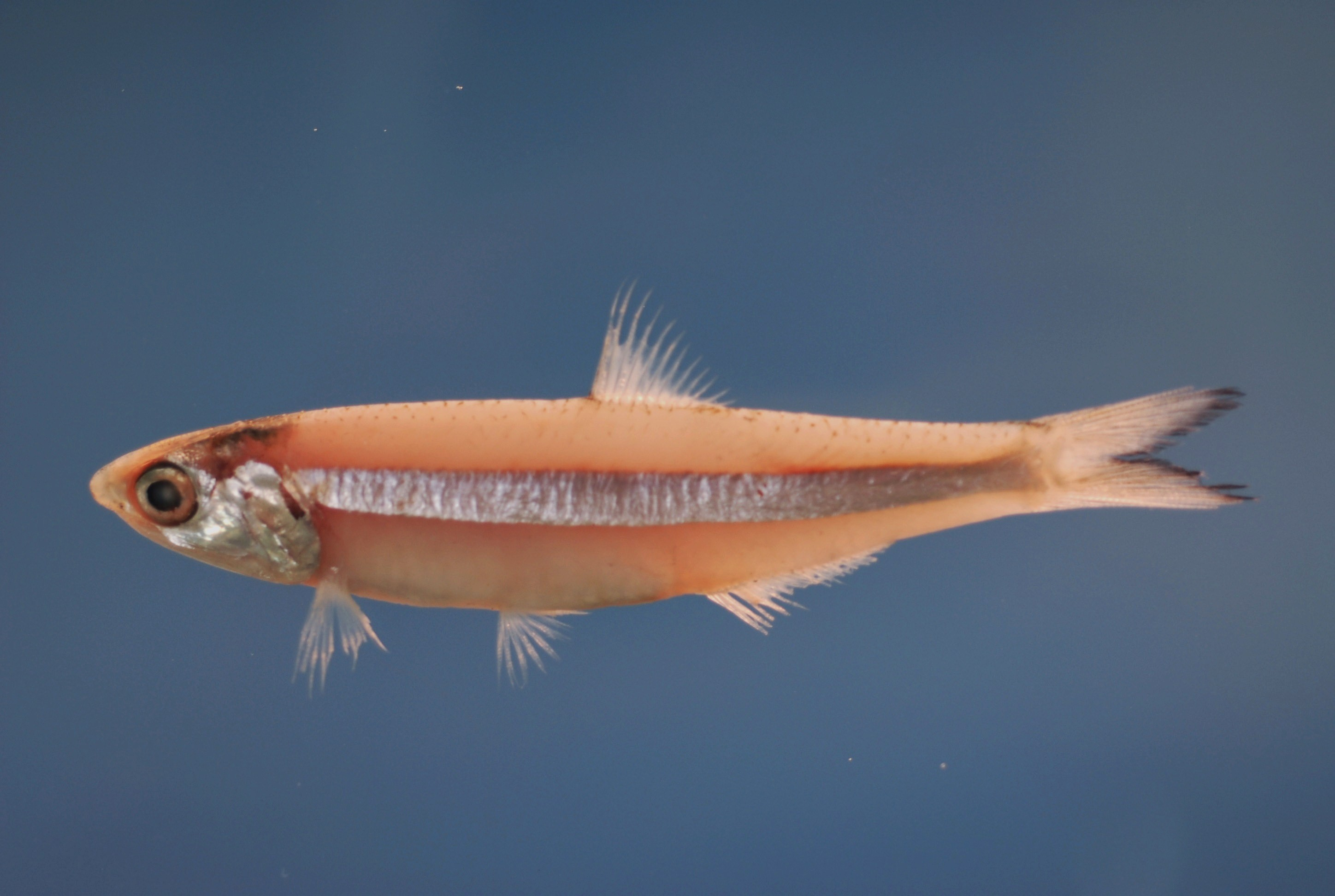

## Dottertaxa tillAnchoa, i alfabetisk ordning[1]
- Anchoa analis
- Anchoa argentivittata
- Anchoa belizensis
- Anchoa cayorum
- Anchoa chamensis
- Anchoa choerostoma
- Anchoa colonensis
- Anchoa compressa
- Anchoa cubana
- Anchoa curta
- Anchoa delicatissima
- Anchoa eigenmannia
- Anchoa exigua
- Anchoa filifera
- Anchoa helleri
- Anchoa hepsetus
- Anchoa ischana
- Anchoa januaria
- Anchoa lamprotaenia
- Anchoa lucida
- Anchoa lyolepis
- Anchoa marinii
- Anchoa mitchilli
- Anchoa mundeola
- Anchoa mundeoloides
- Anchoa nasus
- Anchoa panamensis
- Anchoa parva
- Anchoa pectoralis
- Anchoa scofieldi
- Anchoa spinifer
- Anchoa starksi
- Anchoa tricolor
- Anchoa trinitatis
- Anchoa walkeri